# رود شارک (نیو جرسی)
رود شارک (نیو جرسی) (به انگلیسی: Shark River (New Jersey)) رودای است که در ایالات متحده آمریکا جریان دارد.